# Diga di Geyik
La diga di Geyik è una diga della Turchia. La diga di Akgedik, più recente, è costruita più a valle sul corso del fiume Sarıçay. Queste due dighe sono a monte della città di Milas. La diga si trova nella provincia di Muğla.